# SV Berolina Mitte
SV Berolina Mitte – niemiecki klub szachowy z siedzibą w Berlinie.

## Historia
Klub powstał w 1949 roku jako sekcja szachowa BSG Eintracht 49. Ta sekcja miała korzenie we wcześniejszym klubie o nazwie Prenzlauer Berg. W 1950 roku klub przyjął nazwę ZSG Empor Werner Seelenbinder. W 1952 roku zespół zdobył wicemistrzostwo NRD, za BSG Einheit Leipzig-Ost. W tym samym roku nastąpiła zmiana nazwy na BSG Motor Mitte. W sezonie 1954 drużyna ponownie zajęła drugie miejsce w krajowej lidze, za BSG Einheit-Leipzig-Ost, a w kolejnym sezonie została sklasyfikowana na trzeciej pozycji. Przed sezonem 1955/1956 z Motoru do innych klubów zostali oddelegowani jego czołowi zawodnicy, w tym Berthold Koch i Johannes Eising. W 1956 roku zespół spadł do DDR-Ligi (drugi poziom rozgrywkowy), w kolejnym roku powrócił na jeden sezon do Oberligi, po czym ponownie spadł. W 1957 roku klub zmienił ponadto nazwę na BSG Motor Berolina. W późniejszym okresie zespół występował w niższych ligach wschodnioniemieckich, jak DDR-Lidze i Bezirkslidze. W 1990 roku zespół przyjął nazwę Sportverein Berolina Mitte. Początkowo w ramach klubu działały inne sekcje, jednak większość z nich usamodzielniła się i do około 2003 roku w klubie funkcjonowały jedynie sekcje: szachowa i kręglarska. Wówczas to sekcja kręglarska również opuściła klub. W 2005 roku nastąpiła zmiana nazwy klubu na Schachverein Berolina Mitte.